# Duden
Duden är varumärke för flera handböcker över det tyska språket. I böckerna anges förutom ords stavning, definition och etymologi även geografiska namn och namn på kända personer.
Den första ordboken utgavs 7 juli 1880 av Konrad Duden, som var gymnasierektor i Schleiz i Thüringen. Den ges ut av Bibliographisches Institut, Mannheim.

## Historik
När Tyskland var delat i Östtyskland och Västtyskland fanns två versioner av Duden. Under den tiden fanns den västtyska redaktion i Mannheim och den östtyska i Leipzig. Efter första världskriget fanns flera olika ordböcker i Tyskland men efter andra världskriget intog Duden en monopolställning, som enligt Kathrin Kunkel-Razum förutom höga försäljningssiffror uppstod genom att Västtysklands kulturminister 1955 beslutade att vid tvekan om rättstavning skulle Duden anses som rättesnöre.

## Upplagor
År 2019 var den 27:e upplagan den senaste. När Tysklands var delat i öst och väst publicerades mellan 1949 och 1990 fem upplagor i öst och sex i väst. Den östtyska versionen innehöll alltid färre ord än den västtyska. I de båda upplagorna från 1985 och 1986 var skillnaden 30 000 ord. Efter Berlinmurens fall utgavs en gemensam "Enhets-Duden", som byggde på den 19:e västtyska upplagan.

## Chefredaktörer
- 2016– Kathrin Kunkel-Razum

## Dudens tolv band
Numera (2006) består den av 12 band:
- Die deutsche Rechtschreibung - stavning
- Das Stilwörterbuch - stilordbok
- Das Bildwörterbuch - bildordbok
- Die Grammatik - grammatik
- Das Fremdwörterbuch - främmande ord
- Das Aussprachewörterbuch - uttal
- Das Herkunftswörterbuch - etymologi
- Das Synonymwörterbuch - synonymer
- Richtiges und gutes Deutsch - korrekt tyska
- Das Bedeutungswörterbuch - ordbetydelse
- Redewendungen - idiomatiska yttryck
- Zitate und Aussprüche - citat

## Stavnings-Duden
Av särskilt stor betydelse är stavnings-Duden, som den kallas allmänt på tyska. Fram till den tyska stavningsreformen år 1996 var denna Duden rättesnöret för den officiella tyska stavningen. Efter denna tid blev det möjligt för flera förlag att ge ut stavningsordlistor som bygger på det som stadgades som ett politiskt beslut om en stavningsreform gällande Tyskland, Österrike och de tysktalande delarna av Schweiz och Belgien. 
Trots att detta beslut har varit häftigt omstritt sedan dess tillkomst blev det alltså slutet för Dudens monopolställning. I det allmänna medvetandet i de tyskspråkiga länderna är dess ställning dock fortfarande stark.
Duden uppdateras fortlöpande och anpassas till det tyska språkets utveckling. Den utkommer tillsammans med övriga ordböcker på ett förlag som under namnet "Dudenverlag Mannheim" ägnar sig åt en stor utgivning av special- och fackordböcker. I genomsnitt kommer en ny Duden ut med fyra till fem års mellanrum. 
Den omfångsrika "Deutsches Universal Wörterbuch", ofta förkortat DUW, tar förutom stavningen även upp deklinationer, konjugationer, viss etymologi och många fraser för att ge exempel på ordens rätta användning. Trots att den är enspråkig tysk är den till stor hjälp även för den som inte behärskar tyska perfekt.